# Middleton, Greater Manchester
Middleton är en stad i distriktet Rochdale, i grevskapet Greater Manchester, i England. Orten har 45 314 invånare (2001).